# Londýnská skupina
Londýnská skupina je anglická ezoterická skupina, která vznikla jako odnož Společnosti vnitřního světla. Skupina zdůrazňuje praktický charakter své práce. Snaží se o regeneraci jedince tak, aby z toho měli prospěch i jiní. Její nápní jsou různé kurzy (úvod od kabaly, moderních mystérií, praktického používání symbolů a rituálů) a iniciace pokročilých adeptů.